# Marceli Szymański
Marceli Szymański (ur. 1808 - zm. ?) – działacz niepodległościowy, uczestnik powstania listopadowego, członek jednej z tzw. wypraw Zaliwskiego.
Był synem urzędnika Grodzieńskiej Kasy Skarbowej Tomasza Szymańskiego i Tekli. W 1829 roku ukończył gimnazjum i wstąpił na Uniwersytet Wileński. 
Po wybuchu powstania listopadowego, 29 listopada 1831 roku wyjechał z Wilna do Królestwa Polskiego.
W województwie augustowskim był członkiem oddziału Karola Szona, następnie przedostał się na Żmudź, gdzie wstąpił do oddziałów Karola Tura.
W kwietniu 1831 został wysłany do Warszawy, gdzie wstąpił do 1 Pułku Ułanów i razem z Dezyderym Chłapowskim  wrócił na Litwę. 
W pierwszej połowie kwietnia 1833 roku przedostał się do Wilna, w celu organizacji siatki konspiracyjnej w którą zostało zaangażowanych kilkadziesiąt osób. W spisku uczestniczyli m.in. Wawrzyniec i Maryla Puttkamerowie, Jan Ejsmont, ks. Antoni Szymborski, Józef Łempicki, Ignacy Hryniewicz, Bartłomiej Szabłowski i wielu innych.
Po dekonspiracji wielu uczestników spotkały dotkliwe represje, niektórzy zostali skazani na karę śmierci. Zdekonspirowany został także Marceli Szymański, który przyznał się do wszystkich "błędów". Po pewnym czasie nawiązał współpracę z zaborcą. Obiecał, że w zamian za uwolnienie postara się wykryć wszystkich spiskowców polskich w Paryżu. Po uwolnieniu i wyjeździe do Paryża nawiązał kontakt z gen. Józefem Dwernickim, któremu przyznał się do swojej misji.
W Paryżu przebywał 6 miesięcy. Jego dalsze losy do dziś pozostają nieznane.